# Сборная Венесуэлы по футболу (до 17 лет)
Сборная Венесуэлы по футболу до 17 лет (исп. Selección de fútbol sub-17 de Venezuela) — национальная футбольная команда, представляющая Венесуэлу в международных юношеских турнирах. За сборную имеют право выступать игроки возрастом 17 лет и младше. Контролируется Венесуэльской футбольной федерацией.
Сборная Венесуэлы до 17 лет один раз сыграла на чемпионате мира (до 17 лет) (в 2013 году), проиграв все три матча группового этапа. Наивысшим достижением сборной на чемпионате Южной Америки до 17 лет является второе место в 2013 году.

## Статистика выступлений

### Чемпионат мира до 17 лет
| Результаты выступлений на чемпионате мира до 16 / до 17 лет | Результаты выступлений на чемпионате мира до 16 / до 17 лет | Результаты выступлений на чемпионате мира до 16 / до 17 лет | Результаты выступлений на чемпионате мира до 16 / до 17 лет | Результаты выступлений на чемпионате мира до 16 / до 17 лет | Результаты выступлений на чемпионате мира до 16 / до 17 лет | Результаты выступлений на чемпионате мира до 16 / до 17 лет | Результаты выступлений на чемпионате мира до 16 / до 17 лет | Результаты выступлений на чемпионате мира до 16 / до 17 лет |
| Год                                                         | Раунд                                                       | Место                                                       | И                                                           | В                                                           | Н*                                                          | П                                                           | МЗ                                                          | МП                                                          |
| ----------------------------------------------------------- | ----------------------------------------------------------- | ----------------------------------------------------------- | ----------------------------------------------------------- | ----------------------------------------------------------- | ----------------------------------------------------------- | ----------------------------------------------------------- | ----------------------------------------------------------- | ----------------------------------------------------------- |
| 1985                                                        | Не квалифицировалась                                        | Не квалифицировалась                                        | Не квалифицировалась                                        | Не квалифицировалась                                        | Не квалифицировалась                                        | Не квалифицировалась                                        | Не квалифицировалась                                        | Не квалифицировалась                                        |
| 1987                                                        | Не квалифицировалась                                        | Не квалифицировалась                                        | Не квалифицировалась                                        | Не квалифицировалась                                        | Не квалифицировалась                                        | Не квалифицировалась                                        | Не квалифицировалась                                        | Не квалифицировалась                                        |
| 1989                                                        | Не квалифицировалась                                        | Не квалифицировалась                                        | Не квалифицировалась                                        | Не квалифицировалась                                        | Не квалифицировалась                                        | Не квалифицировалась                                        | Не квалифицировалась                                        | Не квалифицировалась                                        |
| 1991                                                        | Не квалифицировалась                                        | Не квалифицировалась                                        | Не квалифицировалась                                        | Не квалифицировалась                                        | Не квалифицировалась                                        | Не квалифицировалась                                        | Не квалифицировалась                                        | Не квалифицировалась                                        |
| 1993                                                        | Не квалифицировалась                                        | Не квалифицировалась                                        | Не квалифицировалась                                        | Не квалифицировалась                                        | Не квалифицировалась                                        | Не квалифицировалась                                        | Не квалифицировалась                                        | Не квалифицировалась                                        |
| 1995                                                        | Не квалифицировалась                                        | Не квалифицировалась                                        | Не квалифицировалась                                        | Не квалифицировалась                                        | Не квалифицировалась                                        | Не квалифицировалась                                        | Не квалифицировалась                                        | Не квалифицировалась                                        |
| 1997                                                        | Не квалифицировалась                                        | Не квалифицировалась                                        | Не квалифицировалась                                        | Не квалифицировалась                                        | Не квалифицировалась                                        | Не квалифицировалась                                        | Не квалифицировалась                                        | Не квалифицировалась                                        |
| 1999                                                        | Не квалифицировалась                                        | Не квалифицировалась                                        | Не квалифицировалась                                        | Не квалифицировалась                                        | Не квалифицировалась                                        | Не квалифицировалась                                        | Не квалифицировалась                                        | Не квалифицировалась                                        |
| 2001                                                        | Не квалифицировалась                                        | Не квалифицировалась                                        | Не квалифицировалась                                        | Не квалифицировалась                                        | Не квалифицировалась                                        | Не квалифицировалась                                        | Не квалифицировалась                                        | Не квалифицировалась                                        |
| 2003                                                        | Не квалифицировалась                                        | Не квалифицировалась                                        | Не квалифицировалась                                        | Не квалифицировалась                                        | Не квалифицировалась                                        | Не квалифицировалась                                        | Не квалифицировалась                                        | Не квалифицировалась                                        |
| 2005                                                        | Не квалифицировалась                                        | Не квалифицировалась                                        | Не квалифицировалась                                        | Не квалифицировалась                                        | Не квалифицировалась                                        | Не квалифицировалась                                        | Не квалифицировалась                                        | Не квалифицировалась                                        |
| 2007                                                        | Не квалифицировалась                                        | Не квалифицировалась                                        | Не квалифицировалась                                        | Не квалифицировалась                                        | Не квалифицировалась                                        | Не квалифицировалась                                        | Не квалифицировалась                                        | Не квалифицировалась                                        |
| 2009                                                        | Не квалифицировалась                                        | Не квалифицировалась                                        | Не квалифицировалась                                        | Не квалифицировалась                                        | Не квалифицировалась                                        | Не квалифицировалась                                        | Не квалифицировалась                                        | Не квалифицировалась                                        |
| 2011                                                        | Не квалифицировалась                                        | Не квалифицировалась                                        | Не квалифицировалась                                        | Не квалифицировалась                                        | Не квалифицировалась                                        | Не квалифицировалась                                        | Не квалифицировалась                                        | Не квалифицировалась                                        |
| 2013                                                        | Групповой этап                                              | 21-е                                                        | 3                                                           | 0                                                           | 0                                                           | 3                                                           | 2                                                           | 9                                                           |
| 2015                                                        | Не квалифицировалась                                        | Не квалифицировалась                                        | Не квалифицировалась                                        | Не квалифицировалась                                        | Не квалифицировалась                                        | Не квалифицировалась                                        | Не квалифицировалась                                        | Не квалифицировалась                                        |
| 2017                                                        | Не квалифицировалась                                        | Не квалифицировалась                                        | Не квалифицировалась                                        | Не квалифицировалась                                        | Не квалифицировалась                                        | Не квалифицировалась                                        | Не квалифицировалась                                        | Не квалифицировалась                                        |
| 2019                                                        | Не квалифицировалась                                        | Не квалифицировалась                                        | Не квалифицировалась                                        | Не квалифицировалась                                        | Не квалифицировалась                                        | Не квалифицировалась                                        | Не квалифицировалась                                        | Не квалифицировалась                                        |
| 2021                                                        | Будет определено позднее                                    | Будет определено позднее                                    | Будет определено позднее                                    | Будет определено позднее                                    | Будет определено позднее                                    | Будет определено позднее                                    | Будет определено позднее                                    | Будет определено позднее                                    |
| Итого                                                       | 1/19                                                        | 0 достижений                                                | 3                                                           | 0                                                           | 0                                                           | 3                                                           | 2                                                           | 9                                                           |

### Чемпионат Южной Америки до 17 лет
| Результаты выступлений на чемпионате Южной Америки до 16 / до 17 лет | Результаты выступлений на чемпионате Южной Америки до 16 / до 17 лет | Результаты выступлений на чемпионате Южной Америки до 16 / до 17 лет | Результаты выступлений на чемпионате Южной Америки до 16 / до 17 лет | Результаты выступлений на чемпионате Южной Америки до 16 / до 17 лет | Результаты выступлений на чемпионате Южной Америки до 16 / до 17 лет | Результаты выступлений на чемпионате Южной Америки до 16 / до 17 лет | Результаты выступлений на чемпионате Южной Америки до 16 / до 17 лет | Результаты выступлений на чемпионате Южной Америки до 16 / до 17 лет |
| Год                                                                  | Раунд                                                                | Место                                                                | И                                                                    | В                                                                    | Н*                                                                   | П                                                                    | МЗ                                                                   | МП                                                                   |
| -------------------------------------------------------------------- | -------------------------------------------------------------------- | -------------------------------------------------------------------- | -------------------------------------------------------------------- | -------------------------------------------------------------------- | -------------------------------------------------------------------- | -------------------------------------------------------------------- | -------------------------------------------------------------------- | -------------------------------------------------------------------- |
| 1985                                                                 | Круговой турнир                                                      | 9-е                                                                  | 8                                                                    | 0                                                                    | 2                                                                    | 6                                                                    | 2                                                                    | 24                                                                   |
| 1986                                                                 | Групповой этап                                                       | 9-е                                                                  | 4                                                                    | 0                                                                    | 2                                                                    | 2                                                                    | 2                                                                    | 6                                                                    |
| 1988                                                                 | Групповой этап                                                       | 10-е                                                                 | 4                                                                    | 0                                                                    | 0                                                                    | 4                                                                    | 1                                                                    | 11                                                                   |
| 1991                                                                 | Групповой этап                                                       | 10-е                                                                 | 4                                                                    | 0                                                                    | 0                                                                    | 4                                                                    | 0                                                                    | 8                                                                    |
| 1993                                                                 | Групповой этап                                                       | 9-е                                                                  | 4                                                                    | 0                                                                    | 1                                                                    | 3                                                                    | 2                                                                    | 8                                                                    |
| 1995                                                                 | Групповой этап                                                       | 10-е                                                                 | 3                                                                    | 0                                                                    | 1                                                                    | 2                                                                    | 4                                                                    | 14                                                                   |
| 1997                                                                 | Групповой этап                                                       | 6-е                                                                  | 4                                                                    | 2                                                                    | 0                                                                    | 2                                                                    | 3                                                                    | 9                                                                    |
| 1999                                                                 | Групповой этап                                                       | 10-е                                                                 | 4                                                                    | 0                                                                    | 0                                                                    | 4                                                                    | 3                                                                    | 14                                                                   |
| 2001                                                                 | 4-е место                                                            | 4-е                                                                  | 7                                                                    | 2                                                                    | 2                                                                    | 3                                                                    | 10                                                                   | 17                                                                   |
| 2003                                                                 | Групповой этап                                                       | 8-е                                                                  | 4                                                                    | 1                                                                    | 0                                                                    | 3                                                                    | 5                                                                    | 12                                                                   |
| 2005                                                                 | Групповой этап                                                       | 10-е                                                                 | 4                                                                    | 0                                                                    | 0                                                                    | 4                                                                    | 5                                                                    | 18                                                                   |
| 2007                                                                 | 5-е место                                                            | 5-е                                                                  | 9                                                                    | 2                                                                    | 3                                                                    | 4                                                                    | 9                                                                    | 20                                                                   |
| 2009                                                                 | Групповой этап                                                       | 10-е                                                                 | 4                                                                    | 0                                                                    | 1                                                                    | 3                                                                    | 1                                                                    | 6                                                                    |
| 2011                                                                 | Групповой этап                                                       | 10-е                                                                 | 4                                                                    | 0                                                                    | 0                                                                    | 4                                                                    | 5                                                                    | 10                                                                   |
| 2013                                                                 | 2-е место                                                            | 2-е                                                                  | 9                                                                    | 3                                                                    | 5                                                                    | 1                                                                    | 8                                                                    | 8                                                                    |
| 2015                                                                 | Групповой этап                                                       | 7-е                                                                  | 4                                                                    | 1                                                                    | 2                                                                    | 1                                                                    | 8                                                                    | 8                                                                    |
| 2017                                                                 | 5-е место                                                            | 5-е                                                                  | 9                                                                    | 3                                                                    | 2                                                                    | 4                                                                    | 11                                                                   | 15                                                                   |
| 2019                                                                 | Групповой этап                                                       | 7-е                                                                  | 4                                                                    | 1                                                                    | 2                                                                    | 1                                                                    | 6                                                                    | 7                                                                    |
| Итого                                                                | 17/18                                                                | 0 достижений                                                         | 91                                                                   | 15                                                                   | 21                                                                   | 55                                                                   | 85                                                                   | 215                                                                  |

*В число ничьих включены матчи, завершившиеся серией послематчевых пенальти.